# Кристиан Карембьо
Кристиан Лали Карембьо (на френски език – Christian Lali Karembeu) е бивш френски професионален футболист, национал, Световен шампион по футбол с отбора на Франция, който е стратегически съветник за гръцкия тим на Олимпиакос.
Играе за Нант, Сампдория, Реал (Мадрид), Мидълзбро, Олимпиакос, Сервет и СК Бастия. Национал на Франция, тъй като представя Франция, спечелвайки Световната купа по футбол през 1998 г. и Европейската титла по футбол през 2000 година.

## Личен живот
Карембьо е бил женен за словашкият модел и актриса Адриана Скленарикова (2011 – 2012), а от 2017 година е женен за ливанската скиорка Жаки Шамун. Двамата имат дъщеря.